# Золотая малина (премия, 1989)
9-я церемония вручения наград премии «Золотая малина» за сомнительные заслуги в области кинематографа за 1988 год состоялась 29 марта 1989 года в «Hollywood Palace», в Лос-Анджелесе, Калифорния.

## Статистика
| Фильм                                    | номинации | победы |
| ---------------------------------------- | --------- | ------ |
| • Рэмбо 3 / Rambo III                    | 5         | 1      |
| • Удачное наследство / Hot to Trot       | 5         | -      |
| • Коктейль / Cocktail                    | 4         | 2      |
| • Гольф-клуб 2 / Caddyshack II           | 4         | 2      |
| • Инопланетянин Мак / Mac and Me         | 4         | 2      |
| • Полицейский по найму / Rent-a-Cop      | 2         | 1      |
| • Закат / Sunset                         | 2         | 1      |
| • Переключая каналы / Switching Channels | 2         | -      |
| • Уиллоу / Willow                        | 2         | -      |
| • Новые приключения Пеппи Длинныйчулок   | 2         | -      |

## Список лауреатов и номинантов
Победители выделены отдельным цветом. 
| Категории                         | Лауреаты и номинанты                                                                             | Лауреаты и номинанты                                                              | Лауреаты и номинанты                                                                           |
| --------------------------------- | ------------------------------------------------------------------------------------------------ | --------------------------------------------------------------------------------- | ---------------------------------------------------------------------------------------------- |
| Худший фильм                      | • Коктейль / Cocktail (Touchstone) (продюсеры: Тед Филд и Роберт В. Корт)                        | • Коктейль / Cocktail (Touchstone) (продюсеры: Тед Филд и Роберт В. Корт)         | • Коктейль / Cocktail (Touchstone) (продюсеры: Тед Филд и Роберт В. Корт)                      |
| Худший фильм                      | • Гольф-клуб 2 / Caddyshack II (Warner Bros.) (продюсеры: Нил Кэнтон, Джон Питерс и Питер Губер) |                                                                                   |                                                                                                |
| Худший фильм                      | • Удачное наследство / Hot to Trot (Warner Bros.) (продюсер: Стив Тиш)                           |                                                                                   |                                                                                                |
| Худший фильм                      | • Инопланетянин Мак / Mac and Me (Orion) (продюсер: Р. Дж. Луис)                                 |                                                                                   |                                                                                                |
| Худший фильм                      | • Рэмбо 3 / Rambo III (Tri-Star) (продюсер: Базз Фейтшанс)                                       |                                                                                   |                                                                                                |
| Худшая мужская роль               | Сильвестр Сталлоне                                                                               | • Сильвестр Сталлоне — «Рэмбо 3» (за роль Джона Рэмбо)                            | • Сильвестр Сталлоне — «Рэмбо 3» (за роль Джона Рэмбо)                                         |
| Худшая мужская роль               | Сильвестр Сталлоне                                                                               | • Том Круз — «Коктейль» (за роль Брайана Флэнагана)                               |                                                                                                |
| Худшая мужская роль               | Сильвестр Сталлоне                                                                               | • Бобкэт Голдтуэйт — «Удачное наследство» (за роль Фреда П. Чэни)                 |                                                                                                |
| Худшая мужская роль               | Сильвестр Сталлоне                                                                               | • Джеки Мейсон — «Гольф-клуб 2» (за роль Джека Хартуняна)                         |                                                                                                |
| Худшая мужская роль               | Сильвестр Сталлоне                                                                               | • Бёрт Рейнольдс —                                                                | «Полицейский по найму» (за роль Тони Черча), «Переключая каналы» (за роль Джона Салливэна)     |
| Худшая женская роль               | Лайза Миннелли                                                                                   | • Лайза Миннелли —                                                                | «Артур 2: На мели» (за роль Линды Мароллы Бах), «Полицейский по найму» (за роль Деллы Робертс) |
| Худшая женская роль               | Лайза Миннелли                                                                                   | • Ребекка Де Морнэй — «И Бог создал женщину» (за роль Робин Ши)                   |                                                                                                |
| Худшая женская роль               | Лайза Миннелли                                                                                   | • Вупи Голдберг — «Телефон» (за роль Вашти Блю)                                   |                                                                                                |
| Худшая женская роль               | Лайза Миннелли                                                                                   | • Кассандра Петерсон — «Эльвира — повелительница тьмы» (за роль Эльвиры)          |                                                                                                |
| Худшая женская роль               | Лайза Миннелли                                                                                   | • Вэнити — Джексон по кличке «Мотор» (за роль Сидни Эш)                           |                                                                                                |
| Худшая мужская роль второго плана | Дэн Эйкройд                                                                                      | • Дэн Эйкройд — «Гольф-клуб 2» (за роль капитана Тома Эверетта)                   | • Дэн Эйкройд — «Гольф-клуб 2» (за роль капитана Тома Эверетта)                                |
| Худшая мужская роль второго плана | Дэн Эйкройд                                                                                      | • Билли Барти — «Уиллоу» (за роль Олдвина)                                        |                                                                                                |
| Худшая мужская роль второго плана | Дэн Эйкройд                                                                                      | • Ричард Кренна — «Рэмбо III» (за роль полковника Сэмуэла Траутмана)              |                                                                                                |
| Худшая мужская роль второго плана | Дэн Эйкройд                                                                                      | • Харви Кейтель — «Последнее искушение Христа» (за роль Иуды Искариота)           |                                                                                                |
| Худшая мужская роль второго плана | Дэн Эйкройд                                                                                      | • Кристофер Рив — «Переключая каналы» (за роль Блэйна Бингэма)                    |                                                                                                |
| Худшая женская роль второго плана | Кристи Макникол                                                                                  | • Кристи Макникол — «Слияние двух лун» (за роль Пэтти Джен)                       | • Кристи Макникол — «Слияние двух лун» (за роль Пэтти Джен)                                    |
| Худшая женская роль второго плана | Кристи Макникол                                                                                  | • Айлин Бреннан — «Новые приключения Пеппи Длинныйчулок» (за роль мисс Баннистер) |                                                                                                |
| Худшая женская роль второго плана | Кристи Макникол                                                                                  | • Дэрил Ханна — «Высшие духи» (за роль Мэри Планкетт-Броган)                      |                                                                                                |
| Худшая женская роль второго плана | Кристи Макникол                                                                                  | • Мэриел Хемингуэй — «Закат» (за роль Шерил Кинг)                                 |                                                                                                |
| Худшая женская роль второго плана | Кристи Макникол                                                                                  | • Зельда Рубинштейн — «Полтергейст 3» (за роль Танджины Бэрронс)                  |                                                                                                |
| Худший режиссёр                   |                                                                                                  | • Блейк Эдвардс за фильм «Закат»                                                  | • Блейк Эдвардс за фильм «Закат»                                                               |
| Худший режиссёр                   | • Стюарт Рэффил за фильм «Инопланетянин Мак»                                                     |                                                                                   |                                                                                                |
| Худший режиссёр                   | • Майкл Диннер — «Удачное наследство»                                                            |                                                                                   |                                                                                                |
| Худший режиссёр                   | • Роджер Дональдсон — «Коктейль»                                                                 |                                                                                   |                                                                                                |
| Худший режиссёр                   | • Питер Макдональд — «Рэмбо 3»                                                                   |                                                                                   |                                                                                                |
| Худший сценарий                   | • Хейвуд Гулд — «Коктейль»                                                                       | • Хейвуд Гулд — «Коктейль»                                                        | • Хейвуд Гулд — «Коктейль»                                                                     |
| Худший сценарий                   | • Стивен Нейер, Хьюго Гилберт и Чарли Питерс — «Удачное наследство»                              |                                                                                   |                                                                                                |
| Худший сценарий                   | • Стюарт Рэффил и Стив Феке — «Инопланетянин Мак»                                                |                                                                                   |                                                                                                |
| Худший сценарий                   | • Сильвестр Сталлоне и Шелдон Леттич — «Рэмбо 3»                                                 |                                                                                   |                                                                                                |
| Худший сценарий                   | • Боб Долмэн и Джордж Лукас — «Уиллоу»                                                           |                                                                                   |                                                                                                |
| Худшая новая звезда               | • Рональд Макдональд — «Инопланетянин Мак»                                                       | • Рональд Макдональд — «Инопланетянин Мак»                                        | • Рональд Макдональд — «Инопланетянин Мак»                                                     |
| Худшая новая звезда               | • конь «Дон» — «Удачное наследство»                                                              |                                                                                   |                                                                                                |
| Худшая новая звезда               | • Тами Эрин — «Новые приключения Пеппи Длинныйчулок» (за роль Пеппи Длинныйчулок)                |                                                                                   |                                                                                                |
| Худшая новая звезда               | • Драко Роза — «Сальса» (за роль Рико)                                                           |                                                                                   |                                                                                                |
| Худшая новая звезда               | • Жан-Клод Ван Дамм — «Кровавый спорт» (за роль Фрэнка Дюкса)                                    |                                                                                   |                                                                                                |
| Худшая песня к фильму             | • Jack Fresh — «Гольф-клуб 2» — авторы и исполнители: группа «Full Force»                        | • Jack Fresh — «Гольф-клуб 2» — авторы и исполнители: группа «Full Force»         | • Jack Fresh — «Гольф-клуб 2» — авторы и исполнители: группа «Full Force»                      |
| Худшая песня к фильму             | • Skintight — «Джонни, будь хорошим» — автор и исполнитель: Тед Ньюджент                         |                                                                                   |                                                                                                |
| Худшая песня к фильму             | • Therapist — «Кошмар на улице Вязов 4: Повелитель сна» — авторы и исполнители: группа «Vigil»   |                                                                                   |                                                                                                |